# 馬師鉅
馬師鉅（英語：Ma Si Kui，1927年—2019年），原名鄧永鉅，香港粵劇丑生、電影演員，他的銀幕處男作為《梁紅玉擊鼓退金兵》（1956年8月），飾演師爺；最後一齣參演的電影是《雙星伴月》（1975年2月），迄今參演約39齣電影。
原名鄧永鉅，新馬師曾胞弟。

## 部分馬師鉅參演的粵劇
- 1951年11月23至27日，參予《新龍鳳劇團》，與秦小梨（正印花旦）、新海泉、劉金鳳、金鳳儀、曾雲飛等在馬來西亞怡保銀禧園遊藝場星光台演出《胭脂淚灑戰袍紅》、《肉山藏妲妃》、《紅線盜盒》、《偷解紅綾帶》、《情醉嫂蠻腰》、《色膽奪王妃》[1]。
- 1966年1月至2月，參予《新馬劇團》，與新馬師曾（文武生）、陳錦棠（武生）、吳君麗（正印花旦）及英麗梨（二幫花旦）、李若呆、新靚次伯、曾雲飛、麥秋儂、梁漢威、梁少芯等在新加坡及馬來西亞演出《白蛇傳》及《唐宮綺夢》[2]。

- 1985年，參予《八和粵劇團》，與林錦棠（文武生）、謝雪心（正印花旦）及南鳳（二幫花旦）等在上水大會堂演出《燕歸人未歸》[3]。

- 2006年4月17日（星期一）至20日（星期四），與劉惠鳴（文武生）、花居冠（正印花旦）、葉沛纓、李明亨、韋俊郎等在荃灣綠楊新邨演出《無情寶劍有情天》、《穿金寶扇緣》、《三夕恩情廿載仇》、《三笑姻緣》及《紫釵記》[4]。

## 部分馬師鉅參演的電影
1. 《梁紅玉擊鼓退金兵》（1956年），飾演師爺；
2. 《穆桂英三擒三縱楊宗保》（1956年）；
3. 《蘇小妹三難新郎》（1958年）；
4. 《風流天子與多情孟麗君》（1958年）；
5. 《王先生行正桃花運》（1959年）；
6. 《泣荊花》（1959年）；
7. 《夫妻和順欖》（1959年），飾演茶客；
8. 《女鬼嫁狀元（上集）》（1959年）；
9. 《龍宮戇駙馬》（1959年）；
10. 《兩個大泡和》（1959年）；
11. 《二世祖盲公問米》（1959年）；
12. 《四郎探母》（1959年）；
13. 《鳳燭燒殘淚未乾》（1959年）；
14. 《女鬼嫁狀元（下集）》（1959年）；
15. 《阿福當兵》（1959年）；
16. 《金釵引鳳凰》（1959年）；
17. 《富貴榮華》（1960年）；
18. 《銀龍太子鬥八仙》（1960年）；
19. 《天齊寺會母》（1963年）；
20. 《二郎神楊戩》（1963年）；
21. 《七彩寶蓮燈》（1963年）；
22. 《七手八臂觀世音》（1963年）；
23. 《為郎頭斷也心甜》（1963年）；
24. 《神鶴金鷹》（1964年）；
25. 《金箭銀龍》（1964年）；
26. 《孫悟空七打九尾狐》（1964年）；
27. 《看牛仔出城》（1965年）；
28. 《海底骷髏塔（下集）》（1965年）；
29. 《賣當借》（1967年）；
30. 《飛賊金絲貓》（1967年）；
31. 《雙星伴月》（1975年）。

## 外部連結
- 香港電影資料館：馬師鉅參演電影的記錄[永久]
- 香港影庫：馬師鉅 （页面存档备份，存于）
- 馬師鉅在1965年的啟德遊樂場的演出片斷侵犯版權?